# Laskerov manevar
Laskerov manevar tehnika je u teoriji šahovskih topovskih završnica koju je 1890. objavio tada 22-godišnji Emanuel Lasker. Smatra se jednom od temeljnih studija u tom području.
Paul Keres o studiji je 1972. u svojoj knjizi Praktične konačnice napisao da je „jamačno najpoznatiji slučaj” konačnice topa i pješaka protiv topa i pješaka.
|   | a                                                                                             | b                                                                                             | c                                                                                             | d                                                                                             | e                                                                                             | f                                                                                             | g                                                                                             | h                                                                                             |   |
| 8 | c8 white king · c7 white pawn · h7 white rook · a6 black king · c2 black rook · h2 black pawn | c8 white king · c7 white pawn · h7 white rook · a6 black king · c2 black rook · h2 black pawn | c8 white king · c7 white pawn · h7 white rook · a6 black king · c2 black rook · h2 black pawn | c8 white king · c7 white pawn · h7 white rook · a6 black king · c2 black rook · h2 black pawn | c8 white king · c7 white pawn · h7 white rook · a6 black king · c2 black rook · h2 black pawn | c8 white king · c7 white pawn · h7 white rook · a6 black king · c2 black rook · h2 black pawn | c8 white king · c7 white pawn · h7 white rook · a6 black king · c2 black rook · h2 black pawn | c8 white king · c7 white pawn · h7 white rook · a6 black king · c2 black rook · h2 black pawn | 8 |
| 7 | c8 white king · c7 white pawn · h7 white rook · a6 black king · c2 black rook · h2 black pawn | c8 white king · c7 white pawn · h7 white rook · a6 black king · c2 black rook · h2 black pawn | c8 white king · c7 white pawn · h7 white rook · a6 black king · c2 black rook · h2 black pawn | c8 white king · c7 white pawn · h7 white rook · a6 black king · c2 black rook · h2 black pawn | c8 white king · c7 white pawn · h7 white rook · a6 black king · c2 black rook · h2 black pawn | c8 white king · c7 white pawn · h7 white rook · a6 black king · c2 black rook · h2 black pawn | c8 white king · c7 white pawn · h7 white rook · a6 black king · c2 black rook · h2 black pawn | c8 white king · c7 white pawn · h7 white rook · a6 black king · c2 black rook · h2 black pawn | 7 |
| 6 | c8 white king · c7 white pawn · h7 white rook · a6 black king · c2 black rook · h2 black pawn | c8 white king · c7 white pawn · h7 white rook · a6 black king · c2 black rook · h2 black pawn | c8 white king · c7 white pawn · h7 white rook · a6 black king · c2 black rook · h2 black pawn | c8 white king · c7 white pawn · h7 white rook · a6 black king · c2 black rook · h2 black pawn | c8 white king · c7 white pawn · h7 white rook · a6 black king · c2 black rook · h2 black pawn | c8 white king · c7 white pawn · h7 white rook · a6 black king · c2 black rook · h2 black pawn | c8 white king · c7 white pawn · h7 white rook · a6 black king · c2 black rook · h2 black pawn | c8 white king · c7 white pawn · h7 white rook · a6 black king · c2 black rook · h2 black pawn | 6 |
| 5 | c8 white king · c7 white pawn · h7 white rook · a6 black king · c2 black rook · h2 black pawn | c8 white king · c7 white pawn · h7 white rook · a6 black king · c2 black rook · h2 black pawn | c8 white king · c7 white pawn · h7 white rook · a6 black king · c2 black rook · h2 black pawn | c8 white king · c7 white pawn · h7 white rook · a6 black king · c2 black rook · h2 black pawn | c8 white king · c7 white pawn · h7 white rook · a6 black king · c2 black rook · h2 black pawn | c8 white king · c7 white pawn · h7 white rook · a6 black king · c2 black rook · h2 black pawn | c8 white king · c7 white pawn · h7 white rook · a6 black king · c2 black rook · h2 black pawn | c8 white king · c7 white pawn · h7 white rook · a6 black king · c2 black rook · h2 black pawn | 5 |
| 4 | c8 white king · c7 white pawn · h7 white rook · a6 black king · c2 black rook · h2 black pawn | c8 white king · c7 white pawn · h7 white rook · a6 black king · c2 black rook · h2 black pawn | c8 white king · c7 white pawn · h7 white rook · a6 black king · c2 black rook · h2 black pawn | c8 white king · c7 white pawn · h7 white rook · a6 black king · c2 black rook · h2 black pawn | c8 white king · c7 white pawn · h7 white rook · a6 black king · c2 black rook · h2 black pawn | c8 white king · c7 white pawn · h7 white rook · a6 black king · c2 black rook · h2 black pawn | c8 white king · c7 white pawn · h7 white rook · a6 black king · c2 black rook · h2 black pawn | c8 white king · c7 white pawn · h7 white rook · a6 black king · c2 black rook · h2 black pawn | 4 |
| 3 | c8 white king · c7 white pawn · h7 white rook · a6 black king · c2 black rook · h2 black pawn | c8 white king · c7 white pawn · h7 white rook · a6 black king · c2 black rook · h2 black pawn | c8 white king · c7 white pawn · h7 white rook · a6 black king · c2 black rook · h2 black pawn | c8 white king · c7 white pawn · h7 white rook · a6 black king · c2 black rook · h2 black pawn | c8 white king · c7 white pawn · h7 white rook · a6 black king · c2 black rook · h2 black pawn | c8 white king · c7 white pawn · h7 white rook · a6 black king · c2 black rook · h2 black pawn | c8 white king · c7 white pawn · h7 white rook · a6 black king · c2 black rook · h2 black pawn | c8 white king · c7 white pawn · h7 white rook · a6 black king · c2 black rook · h2 black pawn | 3 |
| 2 | c8 white king · c7 white pawn · h7 white rook · a6 black king · c2 black rook · h2 black pawn | c8 white king · c7 white pawn · h7 white rook · a6 black king · c2 black rook · h2 black pawn | c8 white king · c7 white pawn · h7 white rook · a6 black king · c2 black rook · h2 black pawn | c8 white king · c7 white pawn · h7 white rook · a6 black king · c2 black rook · h2 black pawn | c8 white king · c7 white pawn · h7 white rook · a6 black king · c2 black rook · h2 black pawn | c8 white king · c7 white pawn · h7 white rook · a6 black king · c2 black rook · h2 black pawn | c8 white king · c7 white pawn · h7 white rook · a6 black king · c2 black rook · h2 black pawn | c8 white king · c7 white pawn · h7 white rook · a6 black king · c2 black rook · h2 black pawn | 2 |
| 1 | c8 white king · c7 white pawn · h7 white rook · a6 black king · c2 black rook · h2 black pawn | c8 white king · c7 white pawn · h7 white rook · a6 black king · c2 black rook · h2 black pawn | c8 white king · c7 white pawn · h7 white rook · a6 black king · c2 black rook · h2 black pawn | c8 white king · c7 white pawn · h7 white rook · a6 black king · c2 black rook · h2 black pawn | c8 white king · c7 white pawn · h7 white rook · a6 black king · c2 black rook · h2 black pawn | c8 white king · c7 white pawn · h7 white rook · a6 black king · c2 black rook · h2 black pawn | c8 white king · c7 white pawn · h7 white rook · a6 black king · c2 black rook · h2 black pawn | c8 white king · c7 white pawn · h7 white rook · a6 black king · c2 black rook · h2 black pawn | 1 |
|   | a                                                                                             | b                                                                                             | c                                                                                             | d                                                                                             | e                                                                                             | f                                                                                             | g                                                                                             | h                                                                                             |   |

Rješenje studije krije se u finom mehanizmu prisiljavanja crnog kralja na drugi red metodom opozicije i prekrivanja od šahova. Kada se, dakle, crni kralj nađe na istom redu kao i crni top, bijeli će uzeti pješaka na a2 te je crni prisiljen uzeti topa, no izlazi bijela dama te je tako pozicija dobivena za bijelog.

## Rješenje studije
1. Kb8 Tb2+
Bijeli kralj oslobađa put b7 pješaku.
2. Ka8! Tc2
Bijeli koristi crnog kralja kao štit, odnosno zaštitu od šahova crnog topa.
3. Th6+ Ka5
Bijeli prisiljava crnog kralja na red niže, što je centralna ideja studije.
4. Kb7! Tb2 
Bijeli mora privremeno doći pod otvorenu liniju da bi zaštitio b7 pješaka.
5. Ka7 Tc2
Uzorak se ponavlja dok crni kralj ne bude prisiljen doći na drugi red.
6. Th5+ Ka4
7. Kb6 Tb2
8. Ka6 Tc2
Crni nema bolje opcije od pasivne igre.
9. Th4+ Ka3
10. Kb6 Tc2
11. Ka5 Tc2
12. Th3 Ka2
Crni kralj konačno mora doći na a2, tj. na isti red s topom. Slijedi privremena žrtva topa.
13. Txh2!! Txh2
Bijeli sada promovira pješaka u damu i dobiva partiju.
14. c8=D 1–0.

## Povijest
Studiju je tada 22-godišnji Lasker objavio u šahovskom magazinu Deutsches Wochenschach 13. srpnja 1890. i od tada ova se studija nalazi u gotovo svim poznatijim knjigama o opsežnoj teoriji topovskih završnica. 
Zanimljivo je da je ovu studiju objavio samo dva tjedna prije turnira u Berlinu gdje je osvojio prvo mjesto, pobjedivši svog starijeg brata Bertholda u doigravanju.